# Powiat Łosicki
Der Powiat Łosicki ist ein Powiat (Kreis) in der Woiwodschaft Masowien in  Polen. Der Powiat hat eine Fläche von 771,8 km², auf der etwa 32.000 Einwohner leben. Die Bevölkerungsdichte beträgt 43 Einwohner auf 1 km² (2004).

## Gemeinden
Der Powiat umfasst sechs Gemeinden, davon eine Stadt-und-Land-Gemeinde und fünf Landgemeinden.

### Stadt-und-Land-Gemeinde
- Łosice

### Landgemeinden
- Huszlew
- Olszanka
- Platerów
- Sarnaki
- Stara Kornica